# Менёвша (деревня)
Менёвша — деревня в Кусинском сельском поселении Киришского района Ленинградской области.

## История
Впервые упоминается в Писцовой книге Водской пятины 1500 года как деревня Меневшина на волоке на реце на Тигоде в Солецком на Волхове погосте Новгородского уезда.
Деревня Меневша, состоящая из 63 крестьянских дворов, обозначена на карте Санкт-Петербургской губернии Ф. Ф. Шуберта 1834 года.

МЕНЕВША — деревня принадлежит генерал-лейтенантше Шеншиной, число жителей по ревизии: 140 м. п., 140 ж. п.

В оном: церковь каменная во имя Святого великомученика Георгия (1838 год)

Деревня Меневша из 63 дворов обозначена на «Специальной карте западной части России» Ф. Ф. Шуберта 1844 года.

МЕНЕВША — деревня господина Шеншина по просёлочной дороге, число дворов — 19, число душ — 49 м. п. (1856 год)

МЕНЕВША — деревня владельческая при реке Тигоде, число дворов — 55, число жителей: 138 м. п., 175 ж. п.; Часовня православная. (1862 год)

В 1865—1866 годах временнообязанные крестьяне деревни выкупили свои земельные наделы у Е. С. Шеншиной и стали собственниками земли.
Сборник Центрального статистического комитета описывал её так:

МЕНЕВША — деревня бывшая владельческая при реке Тигоде, дворов — 62, жителей — 288; Часовня, лавка. (1885 год)

В конце XIX — начале XX века деревня административно относилась к Тигодской волости 5-го земского участка 1-го стана Новоладожского уезда Санкт-Петербургской губернии.
По данным «Памятной книжки Санкт-Петербургской губернии» за 1905 год деревня Меневша входила в Меневшское сельское общество.

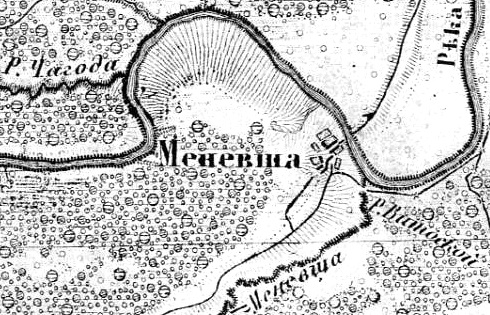
Деревня Менёвша на карте 1915 года

С 1917 по 1927 год деревня Менёвша входила в состав Меневшского сельсовета Тигодской волости Волховского уезда.
Согласно данным переписи населения СССР 1926 года в деревне Меневша Меневшинского сельсовета Тигодской волости Волховского уезда проживали 286 человек — все русские.
С февраля 1927 года в составе Глажевской волости. С августа 1927 года в составе Чудовского района Новгородского округа. По состоянию на 1927 год в деревне проживали 75 старообрядцев.
С 1928 года в составе Турского сельсовета.
С 1930 года в составе Андреевского района.
С 1931 года в составе Киришского района.
Согласно карте Ленинградской области Северо-западного аэрогеодезического треста ГГУ издания 1932 года деревня насчитывала 32 крестьянских двора.
По данным 1933 года деревня Менёвша входила в состав Турского сельсовета.

План деревни Менёвша. 1937 год

Согласно топографической карте РККА 1937 года деревня насчитывала 50 крестьянских дворов.
Согласно переписи населения СССР 1939 года в деревне Менёвша проживали 105 мужчин и 106 женщин, всего 211 человек.
В 1940 году население деревни Менёвша также составляло 211 человек.
С 1 сентября 1941 года деревня находилась в оккупации. После войны не восстановлена. Деревня была освобождена от немецко-фашистских оккупантов 23 января 1944 года.
По данным 1966 и 1973 годов деревня Менёвша также входила в состав Турского сельсовета.
По данным 1990 года деревня Менёвша входила в состав Кусинского сельсовета.
В 1997 году в деревне Менёвша Кусинской волости проживал 1 человек, в 2002 году — 2 (все русские).
В 2007 году в деревне Менёвша Кусинского СП не было постоянного населения, в 2010 году — проживали 5 человек.

## География
Деревня расположена в юго-западной части района на автодороге 41А-006 (Зуево — Новая Ладога).
Расстояние до административного центра поселения — 6 км.
Расстояние до ближайшей железнодорожной станции Тигода — 5 км.
Деревня находится на правом берегу реки Тигода.

## Демография
| 1838 | 1862 | 1885 | 1940 | 1997 | 2002 | 2007 |
| ---- | ---- | ---- | ---- | ---- | ---- | ---- |
| 280  | ↗313 | ↘288 | ↘211 | ↘1   | ↗2   | ↘0   |
| 2010 | 2017 |      |      |      |      |      |
| ↗5   | ↘4   |      |      |      |      |      |

### Национальный состав
Согласно данным Всероссийской переписи населения 2021 года в деревне проживали 3 человека, из них:
 украинцы — 2, таджики — 1 человек.